# Hội Dòng Xitô Thánh Gia
Hội dòng Xitô Thánh Gia xuất phát từ việc thành lập Dòng Đan Tu Chiêm Niệm tại Việt Nam, do linh mục "Tổ phụ" Henri Denis Benoît Thuận (1880-1933). Ngày 15 tháng 8 tháng 1918, sau khi được phép Giám mục Eugène Marie Joseph Allys Đại diện Tông Tòa Huế, linh mục Henri Denis đã chính thức khai mạc đời sống đan tu trên núi Phước Sơn, thuộc tỉnh Quảng Trị. Nhà dòng với tên gọi ban đầu là Dòng Đức Bà Việt Nam, sau này với tên gọi là Đan Viện Thánh Mẫu Phước Sơn. Ngày 11 tháng 10 năm 1918, Giáo hoàng Biển Đức XV phê nhận việc thành lập dòng "Đức Bà Việt Nam" qua văn thư của Bộ Truyền giáo.

## Gia nhập Dòng Xitô
Ngày 4 tháng 3 năm 1930, linh mục Henri Denis và các đan sĩ đã làm đơn thỉnh nguyện xin sáp nhập vào Xitô chung phép. Linh mục Bề Trên cả Jansens Dòng Xitô Chung Phép vui lòng Chấp thuận đơn thỉnh nguyện, nhưng phải chờ thêm Đại Hội quyết định. Ngày 25 tháng 7 năm 1933, linh mục Henri Denis qua đời. Ngày 11 tháng 10 năm 1933, Đại Hội Xitô khóa ngoại thường chấp thuận Dòng Đức Bà Việt Nam được sáp nhập vào Dòng Xitô. Ngày 24 tháng 5 năm 1934, Thánh Bộ Dòng Tu châu phê đơn thỉnh nguyện của Dòng Đức Bà Việt Nam xin gia nhập Dòng Xitô. Ngày 21 tháng 3 năm 1935, Dòng Đức Bà Việt Nam khấn gia nhập Dòng Xitô.

## Hội Dòng Xitô Thánh Gia
Ngày 6 tháng 10 năm 1964, Giáo hoàng Phaolô VI ban sắc chỉ thành lập ''Hội Dòng Xitô Thánh Gia". Trong đó gồm có đan viện Thánh Mẫu Phước Sơn, Châu Sơn, Phước Lý và các đan viện khác sáp nhập vào Hội Dòng Xitô Thánh Gia hoặc do những đan viện trên thành lập. Hiện nay, Hội Dòng Xitô Thánh Gia có 12 Đan Viện, với hơn 800 đan sĩ.
Dưới dây là danh sách 12 Đan Viện thuộc Hội Dòng Xitô Thánh Gia:
- Đan Viện Thánh Mẫu Phước sơn (năm 1918)
- Đan Viện Thánh Mẫu Châu Sơn Nho Quan (năm 1936)
- Đan Viện Thánh Mẫu Châu Sơn Đơn Dương (năm 1936)
- Đan Viện Thánh Mẫu Khiết Tâm Phước Lý (năm 1950)
- Đan Viện Thánh Mẫu Châu Thủy (năm 1971)
- Đan Viện Thánh Mẫu Thiên Phước (năm 1975)
- Đan Viện Thánh Mẫu Phước Vĩnh (năm 1975)
- Đan Viện Thánh Mẫu Fatima (năm 1978)
- Đan Viện Thánh Mẫu An Phước (năm 1978)
- Nữ Đan Viện Xitô Thánh Mẫu Vĩnh Phước (năm 1972) Lưu trữ ngày 24 tháng 10 năm 2017 tại Wayback Machine
- Nữ Đan Viện Xitô Thánh Mẫu Phước Hải (năm 1976)
- Nữ Đan Viện Xitô Thánh Mẫu Phước Thiên (năm 1988)